# Israel Keyes
Israel Keyes (7 de enero de 1978-2 de diciembre de 2012) fue un asesino en serie estadounidense, violador, incendiario, ladrón y asaltante de bancos. Keyes admitió haber cometido crímenes violentos desde 1996, cuando agredió sexualmente a una adolescente en Oregón. Cometió una larga lista de violaciones y asesinatos hasta su captura en 2012, sin embargo, no se sabe el número exacto de víctimas debido a la meticulosa planeación de sus asesinatos. Se suicidó mientras estaba en custodia, aguardando su juicio por el asesinato de Samantha Koenig.

## Primeros años
Keyes nació en Richmond, Utah, en 1978. Recibió educación en casa. Su familia se mudó al área de Aladdin Road, al norte de Colville, Washington, donde hicieron amistad con sus vecinos, la familia de Chevie Kehoe (supremacista blanco condenado en 1996 por tres asesinatos). Se sabe que Keyes vivió en la comunidad de la Reserva Makah de Neah Bay en Washington.

## Carrera militar
Keyes sirvió en el Ejército de EE. UU. de 1998 a 2001 en Fort Lewis, Fort Capote y en Egipto. Según registros militares, Keyes entró al Ejército en Albany, Nueva York, el 9 de julio de 1998 y fue dispensado de Fort Lewis el 8 de julio de 2001, con el rango de especialista. Los registros indican que Keyes recibió cinco premios y condecoraciones.
Amigos de Ejército describen a Keyes como tranquilo y reservado. Se reportó que durante los fines de semana, Keyes solía beber grandes cantidades de alcohol, consumiendo botellas enteras de su bebida favorita, bourbon marca Wild Turkey. Era fan del grupo Insane Clown Posse, y tenía carteles de ellos colgados en su cuartel.
En 2007, Keyes emprendió un negocio de construcción en Alaska, Keyes Construction, trabajando como contratista y trabajador de construcción.

## Víctimas
La policía lo encontró sospechoso de un asesinato, pero su captura destapó una serie de delitos. Keyes admitió ante los detectives haber matado a cuatro personas en Washington, dos entre el 2005 y 2006 y otras dos entre 2001 y 2005, sin dar más detalles, por lo que existe una investigación activa por parte de la policía estatal y el FBI. Keyes no tenía un registro criminal en Washington, aunque fue multado en el Condado de Thurston por conducir sin una licencia vigente y, anteriormente, por conducir alcoholizado. Las autoridades siguen revisando asesinatos no resueltos y casos de personas desaparecidas para determinar qué casos pudieran estar relacionados con Keyes.
Keyes confesó al menos un asesinato en el Estado de Nueva York. Las autoridades no han determinado la identidad, edad, o sexo de la víctima, o cuándo y dónde pudo haber ocurrido el asesinato, pero consideran que la confesión de Keyes es creíble. Keyes tenía lazos en Nueva York; era dueño de diez acres y de una cabaña en la ciudad de Constable. Keyes También confesó haber robado bancos en Nueva York y Texas. Más tarde, el FBI confirmó que Keyes había asaltado una sucursal del Community Bank en Lake Tupper, Nueva York, en abril de 2009. Keyes también contó a las autoridades que había robado una casa en Texas y le había prendido fuego.
Keyes declaró haber matado a una mujer en abril de 2009 en Nueva Jersey y haber enterrado su cuerpo cerca de Lake Tupper en Nueva York, el cual no ha sido encontrado. Keyes También admitió los asesinatos de Bill y Lorraine Currier en Essex, Vermont en 2011. Dos años antes, Keyes escondió un "kit de asesinato" - el cual contenía armas, silenciadores, bolsas plásticas, cinta adhesiva y Drano, para acelerar la descomposición- que más tarde sería utilizado para matar a la pareja. Keyes caminó de su hotel a la casa de los Currier, cortó los cables del teléfono y entró, allí los amenazó, los ató, los puso en su auto y los llevó a una granja abandonada. Mató a Bill de un disparo, antes de violar y estrangular a Lorraine frente al cuerpo de su esposo. Keyes colocó los restos de la pareja en bolsas plásticas en el sótano de la granja, la cual después sería demolida. Sus cuerpos no han sido encontrados. Después de los asesinatos, llevó su "kit de asesinato" a un nuevo sitio en Parishville, Nueva York, donde permaneció hasta su arresto.
La última víctima conocida de Keyes, fue Samantha Koenig, de 18 años, quien trabajaba como camarera en un café en Anchorage, Alaska. Keyes la secuestró de su trabajo el 1 de enero de 2012, tomó su tarjeta de débito y otras pertenencias, la llevó al cobertizo de su casa donde la agredió sexualmente y la asesinó un día después. Dejó su cuerpo en el cobertizo y viajó a Nueva Orleans, donde tomó un crucero con su familia. Al regresar a Alaska, tomó una foto del cuerpo congelado de Samantha junto a un periódico con la fecha del día, haciendo parecer que seguía viva. Exigió un rescate de $30 000 a sus familiares, después Keyes desmembró el cuerpo de Koening y lo llevó al Lago Matanuska, al norte de Anchorage.
Un informe del FBI afirma que Keyes robó entre 20 y 30 casas en los Estados Unidos y atracó varios bancos entre 2001 y 2012. Se estima que es responsable de al menos 11 muertes en los Estados Unidos, y podría haber más víctimas fuera del país.

## Investigación y arresto
Después del asesinato de Koenig, Keyes pidió un rescate que fue depositado a la cuenta de la víctima, la policía rastreó los retiros de efectivo en el sur de Estados Unidos. Aunque el secuestro de Samantha había sido grabado por una cámara de vigilancia, la policía se negó a hacer público el video.
Keyes fue arrestado en el estacionamiento de una cafetería en Lufkin, Texas, el 13 de marzo de 2012, la policía había estado rastreando el uso de la tarjeta de Koenig en Nuevo México y Arizona. Keyes fue extraditado a Alaska donde confesó el asesinato de la joven; se programó su juicio para marzo de 2013.
En un intento de reducir su condena, Keyes confesó el asesinato de los Currier, el cual había sucedido al otro extremo del país y seguía sin resolverse.

## Modus operandi
Keyes planeaba sus asesinatos con mucha anticipación y detalle para no ser detectado. A diferencia de la mayoría de los asesinos en serie, él no tenía un perfil de víctima. Normalmente mataba lejos de su casa, y nunca en la misma área dos veces. En sus viajes para asesinar, mantenía su teléfono móvil apagado y pagaba con efectivo. No tenía conexión con ninguna de sus víctimas. Para los asesinatos de los Currier, voló a Chicago donde alquiló un vehículo y condujo más de 1.500 kilómetros hasta Vermont. Para cometer el crimen, buscó el kit de asesinato que había escondido dos años antes.
Keyes admiraba a Ted Bundy y tenían varias semejanzas: ambos eran metódicos y creían ser dueños de sus víctimas. También hay diferencias notables: los asesinatos de Bundy se produjeron en varios estados, principalmente porque vivió en varios lugares diferentes, Keyes, actuaba en lugares diferentes muy lejanos para evitar su detección.

## Muerte
Mientras era retenido en una prisión de Anchorage por el asesinato de Koenig, Keyes se suicidó el 2 de diciembre de 2012 al cortarse las muñecas y ahorcarse. Dejó una nota de suicidio bajo su cuerpo, consistía en una "oda al asesinato" pero no ofrecía pistas sobre otras posibles víctimas.
En 2020 el FBI difundió fotografías de once dibujos de calaveras y un pentagrama que fueron encontrados bajo el colchón de la celda de Keyes, se presume que estos fueron pintados con su sangre y que representan el número total de víctimas.